# Радіоприлад (завод, Запоріжжя)
Радіоприлад  — підприємство оборонно-промислового комплексу України, яке спеціалізується на виготовленні, ремонті й модернізації засобів зв'язку і засобів криптографічного захисту інформації.
Розташоване в Коммунарскому районі Запоріжжя.
Входить до переліку підприємств, які мають стратегічне значення для економіки й безпеки України.

## Історія

### СРСР
Радіозавод був створений у грудні 1951 року — у відповідності до наказу міністра промисловості засобів зв'язку СРСР № 651 від 25 грудня 1951 року.
Першим видом продукції, виготовлення якої опанував завод, були двохдіапазонний радіоприймач широкого мовлення АРЗ.
У 1977 році на базі СКБ заводу «Радіоприлад» було створено Запорізький науково-дослідний інститут радіозв'язку (ЗНДІРЗ).

### Україна
На початку 1990-х років у зв'язку зі зменшенням державного замовлення на підприємствах намагалися опанувати виробництво нових видів продукції військового й цивільного призначення.
На підприємстві було створено конструкторське бюро стрілецької зброї, у якому розпоалися роботи зі створення пістолетів «Хортиця». Перший дослідний зразок пістолета було виготовлено у 1995 році, всього було розроблено три моделі
- компактний пістолет «Хортиця-76» під 5,6-мм набій кільцевого займання, автором якого був конструктор Г. В. Пахомчук (пізніше, один такий пістолет було подаровано президенту України Л. Д. Кучмі)[5]
- пістолет «Хортиця-125-01» під набій 9×18 мм ПМ, автором якого був конструктор М. Л. Корольов[5]
- 9-мм пістолет «Хортиця-125-02»[8].

Загалом, до 2007 року було виготовлено більше 80 одиниць пістолетів «Хортиця», але на озброєння вони прийняті не були й у продаж не надійшли (12 квітня 2012 року у зв'язку з відсутністю у підприємства дозвільних документів на зберігання вогнепальної зброї вся виготовлена ним зброя — 55 од. 9-мм пистолетів «Хортиця», 26 од. 5,6-мм пистолетів «Хортиця» й 52 магазини до них — були вилучені співробітниками міліції).
На початку 2000-х років завод виготовляв радіостанції й обладнання для командно-штабних машин за експортними контрактами для Індії й Алжиру.
У вересні 2007 року Кабінет міністрів України запропонував виключити завод з переліку підприємств України, які не підпадають під приватизацію
Станом на початок 2008 року, заводом було опановано виготовлення:
- радіостанцій «Рейд-1», Р-130М, Р-134, Р-143, Р-163-10К, Р-163-50К, Р-163КП, Р-173М, «Беркут-М», «Беркут-МТ»[1]
- маскувальник мовленєвої інформації Р-168МВЕ[1]
- радіоприймач Р-173ПМ[1]
- апаратура внутрішнього зв'язку й комунікації АВСК[1]
- танковий переговорний пристрій Р-174Т[1]
- пристрій керування радіомережею[1]
- командно-штабна машина «Кушетка-Б» (на транспортній базі бронетранспортера БТР-80)[1]
- комбінована радіостанція Р-142Н на транспортній базі ГАЗ-66[1]
- рухомий вузол зв'язку «Барсук» на транспортній базі УАЗ-3159[1]

Навесні 2009 року чисельність працівників підприємства становила 980 осіб. 13 травня 2009 року працівники заводу на декілька годин перекрили рух центром міста з вимогою погасити 13-ти місячну заборгованість із заробітньої плати.
Після створення у грудні 2010 року державного концерну «Укроборонпром», в 2011 році завод було переданого до його управління.
Після того, як у вересні 2011 року було укладено контракт на поставку 49 танків БМ «Оплот» для армії Таїланду, завод було залучено до виконання цього контракту (виробництва елементів систем керування)
У 2012 році підприємство перебувало у несприятловому становищі: було одним з лідерів у заборгованості із заробітньої плати серед промислових підприємств України, виробничі майданчики використовувались не повністю (в жовтні 2012 року уряд України виділив заводу 7 млн гривень на погашення заборгованості).
У 2013 році підприємство скоротило розмір заборгованості на 8 млн гривень (до 5,97 млн гривень). Окрім цього, у січні 2014 року ДК „Укроборонпром“ уклав із заводом угоду на суму 8,5 млн гривень

## Сучасний стан
У березні 2014 року стан заводу був поганим, але після початку бойових дій на сході України підприємство було залучене до виконання військового замовлення.
У квітні 2014 року ДК «Укроборонпром» уклав із заводом угоду на суму 13 млн гривень, але до кінця липня 2014 року на заводі було знову відзначено падіння обсягів виробництва.
У січні-вересні 2014 року завод виготовив продукції менше, ніж за аналогічний період 2013 року

## Додаткова інформація
- підприємство надає шефську допомогу 55-й окремій артилерійській бригаді збройних сил України[25]